# Secrétaire d'État pour les Femmes et les Égalités du cabinet fantôme
Le secrétaire d'État fantôme pour les Femmes et les Égalités est un membre de l'opposition officielle du Royaume-Uni qui siège au cabinet fantôme.
Il est chargé de demander des comptes à la ministre des Femmes et des Égalités, responsable du bureau des Égalités gouvernementales, ainsi que responsable de la politique de l'opposition sur les questions des droits des femmes et de l'égalité.

## Ministres fantôme
| Ministres fantôme | Ministres fantôme    | Ministres fantôme | Début de mandat   | Fin de mandat     | Parti politique | Leader de l'opposition |
| ----------------- | -------------------- | ----------------- | ----------------- | ----------------- | --------------- | ---------------------- |
|                   | Josephine Richardson |                   | 31 octobre 1983   | 18 juillet 1992   | Travailliste    | Neil Kinnock           |
|                   | Mo Mowlam            |                   | 18 juillet 1992   | 21 octobre 1993   | Travailliste    | John Smith             |
|                   | Clare Short          |                   | 21 octobre 1993   | 19 octobre 1995   | Travailliste    | John Smith             |
| Tony Blair        | Clare Short          |                   | 21 octobre 1993   | 19 octobre 1995   | Travailliste    |                        |
|                   | Tessa Jowell         |                   | 19 octobre 1995   | 26 juillet 1996   | Travailliste    |                        |
|                   | Janet Anderson       |                   | 26 juillet 1996   | 2 mai 1997        | Travailliste    |                        |
|                   | Gillian Shephard     |                   | 2 mai 1997        | Inconnue          | Conservateur    | John Major             |
|                   | Incertain            | Incertain         | Incertain         | Incertain         | Conservateur    | William Hague          |
|                   | Theresa May          |                   | 15 juin 1999      | 14 septembre 2001 | Conservateur    | William Hague          |
|                   | Caroline Spelman     |                   | 14 septembre 2001 | 15 mars 2004      | Conservateur    | Iain Duncan Smith      |
| Michael Howard    | Caroline Spelman     |                   | 14 septembre 2001 | 15 mars 2004      | Conservateur    |                        |
|                   | Eleanor Laing        |                   | 15 mars 2004      | 2 juillet 2007    | Conservateur    |                        |
| David Cameron     | Eleanor Laing        |                   | 15 mars 2004      | 2 juillet 2007    | Conservateur    |                        |
|                   | Theresa May          |                   | 2 juillet 2007    | 11 mai 2010       | Conservateur    |                        |
|                   | Yvette Cooper        |                   | 20 mai 2010       | 7 octobre 2013    | Travailliste    | Harriet Harman         |
| Ed Miliband       | Yvette Cooper        |                   | 20 mai 2010       | 7 octobre 2013    | Travailliste    |                        |
|                   | Gloria De Piero      |                   | 7 octobre 2013    | 14 septembre 2015 | Travailliste    |                        |
| Harriet Harman    | Gloria De Piero      |                   | 7 octobre 2013    | 14 septembre 2015 | Travailliste    |                        |
|                   | Kate Green           |                   | 14 septembre 2015 | 27 juin 2016      | Travailliste    | Jeremy Corbyn          |
|                   | Angela Rayner        |                   | 27 juin 2016      | 6 octobre 2016    | Travailliste    | Jeremy Corbyn          |
|                   | Sarah Champion       |                   | 6 octobre 2016    | 16 août 2017      | Travailliste    | Jeremy Corbyn          |
|                   | Dawn Butler          |                   | 31 août 2017      | 6 avril 2020      | Travailliste    | Jeremy Corbyn          |
|                   | Marsha de Cordova    |                   | 6 avril 2020      | 14 septembre 2021 | Travailliste    | Keir Starmer           |
|                   | Anneliese Dodds      |                   | 21 septembre 2021 | en cours          | Travailliste    | Keir Starmer           |